# Alna
Alna er en administrativ bydel i Oslo. Den har 49.801 indbyggere (2020), og et areal på 13,7km². Bydelen har fået sit navn efter Alnaelven som løber gennem bydelen.

## Infrastruktur
Furusetbanen på T-banen i Oslo går igennem bydelen. Det samme gør motorvejen E6.